# Haplochromis paludinosus
Haplochromis paludinosus är en fiskart som först beskrevs av Greenwood, 1980.  Haplochromis paludinosus ingår i släktet Haplochromis och familjen Cichlidae. IUCN kategoriserar arten globalt som livskraftig. Inga underarter finns listade i Catalogue of Life.